# Pterolophia biarcuatoides
Pterolophia biarcuatoides là một loài bọ cánh cứng trong họ Cerambycidae.